# 基爾·法爾德
基爾·法爾德（英語：Kir Fard）是亞美尼亞的貴族，掌管後來被稱為阿拉尼亞的卡隆諾若斯要塞。

## 生平
至1221年，卡隆諾若斯要塞被魯姆蘇丹國的凱庫巴德一世圍攻，法爾德交出要塞換取阿克謝希爾（Akşehir）的封地。法爾德又將女兒許給凱庫巴德一世，凱庫巴德一世是凱霍斯魯二世的父親。